# Kongur Tagh
Kongur Thag, Kongkoerh ou Kongur (公格尔山 em chinês) é uma montanha na República Popular da China, com 7649 m de altitude. Por vezes é colocada na cordilheira do Pamir, mas por vezes é atribuída à cordilheira de Kunlun, e nesse caso seria o seu ponto mais alto. É a 37.ª montanha do mundo em altitude e a 49.ª em proeminência topográfica.
Por se encontrar em lugar remoto e rodeado por outros picos de considerável altitude, o Kongur só foi descoberto em 1900.
O Kongur Tagh tem um subcume significativo conhecido como Kongur Tiube, com 7530 m (24705 ft) de altitude máxima. É moderadamente independente, com uma proeminência topográfica de 840 m (2756 ft). Este subcume foi escalado pela primeira vez em 1956.
A primeira ascensão do Kongur Tagh foi feita em 1981 por uma expedição britânica com Chris Bonington, Al Rouse, Peter Boardman e Joe Tasker.